# Contadurías de hipotecas (España)
Las contadurías de hipotecas, creadas mediante Real Pragmática del Carlos III, de fecha 31 de enero de 1768, fueron en España el antecedente directo de los actuales registros de la propiedad. En ellas quedaban registradas las transmisiones de bienes inmuebles si éstos estaban gravados con algún derecho real.

## Razón de la creación de las contadurías de hipotecas
El término hipoteca es una expresión compuesta, que procede de la lengua griega clásica, y deviene de las palabras hypo (debajo) y teka (cajón, caja); es decir, que la hypo-teka era para los griegos un derecho que estaba oculto, era aquello que permanecía escondido debajo del cajón, puesto que una vez constituida, no existen signos externos de su existencia, al no conllevar la posesión en favor del acreedor hipotecario dado que el bien hipotecado continúa perteneciendo, y es poseído por el deudor o por tercero que ha consentido en hipotecar en garantía de la deuda de otro.
Así las cosas, para combatir la expresada situación injusta que, en aquella época, presentaba la hipoteca, en tanto que era una «carga oculta», nacieron las Contadurías de hipotecas, con el único fin de acabar con los perjuicios a la seguridad jurídica que ocasionan las cargas ocultas y así dar, al menos, publicidad formal, de tipo registral, a estas cargas reales.
Con este fin, por la citada Real Pragmática del Rey Carlos III, de fecha 31 de enero de 1768, se establecieron las Contadurías de Hipotecas en aquellas localidades que fueran cabeza de partido judicial, creando así el primer sistema registral eficaz de España, en las cuales se anotaban las transmisiones de inmuebles, si iban ligadas a la constitución o modificación de un derecho real: censo, hipoteca, o anticresis.